# Rio Muqui do Norte
O rio Muqui do Norte é um curso de água do estado do Espírito Santo, Brasil. É um afluente pela margem direita do rio Itapemirim, apresenta 67 km de extensão e drena uma área de 537 km².
A nascente do rio Muqui do Norte situa-se a uma altitude de 600 metros no município de Muqui. Em seu percurso, atravessa a zona urbana dos municípios de Muqui e de Atílio Viváqua. Sua foz no rio Itapemirim situa-se no município de Itapemirim.